# Disney Jr.
Disney Jr. (Disney Junior) es un canal de televisión por suscripción estadounidense propiedad de The Walt Disney Company, división de Walt Disney Television, a su vez una rama de Disney Media Networks. El canal se especializa en programación para el público infantil, la cual consiste en series de televisión de producción original, películas de cartelera y de distribución por DVD y otras producciones de terceros. Hasta enero de 2017, Disney Junior poseía un bloque de programación matutino en el canal hermano Disney Channel bajo el nombre Disney Junior on Disney Channel, el cual se emitía los días de semana desde las 6am hasta las 12pm, los fines de semana desde las 6am hasta las 9am, y desde las 6am hasta las 10:30am durante los meses de verano y feriados (todas las horas hacen referencias a los husos horarios de la costa este y costa del Pacífico de los Estados Unidos).
Hasta febrero de 2015, Disney Junior se encuentra disponible en cerca de 74 972 000 hogares en los Estados Unidos (equivalentes al 64.4% de hogares con televisión).

## Historia
Disney Junior empezó sus emisiones el 1 de abril de 2011 a las 7:00 AM en sustitución de Playhouse Disney, aunque conservó su orientación al público infantil y preescolar.

## Programación
La programación de Disney Jr. contiene programas infantiles y preescolares, empezando a las 8:00 a.m. en el bloque matutino de Disney Channel hasta las 10 (de lunes a domingo). En los canales independientes se transmiten en horario continuo las 24 horas. Así como series originales de Disney Jr., también se emiten series infantiles de terceras compañías y películas de Walt Disney Pictures.

## Servicios relacionados
| Período                 | Descripción |
| ----------------------- | --- |
| Disney Junior HD        | Señal en alta definición del canal, lanzado el 25 de octubre de 2013. Como el resto de canales de Disney en Estados Unidos, transmite a 720p. |
| Disney Junior On Demand | Servicio de video bajo demanda del canal, disponible en varias operadoras de televisión de Estados Unidos.                                    |
| WATCH Disney Junior     | Aplicación móvil del canal con series, juegos y películas.                                                                                    |